# Apologetische Blätter aus der Lutherischen Kirche

Herausgeber Pastor Ludwig Feldner (1805–1890)

Die Apologetischen Blätter aus der Lutherischen Kirche waren eine protestantische Zeitschrift, die von 1865 bis 1867 vom Initiator der Evangelischen Gesellschaft für Deutschland Ludwig Feldner (1805–1895) im Verlag von Andreas Deichert in Erlangen herausgegeben wurden.
Sie widmeten sich der wissenschaftlichen Rechtfertigung lutherischer Glaubenslehrsätze.